# 親父
親父（おやじ）とは複数の意味があり、実父の意味を持つ呼称、親しい店の経営者や職場の上長に対するくだけた呼称、単に他人の年配男性に対する呼称にも用いるものの、親父ギャグなど侮蔑や嘲笑の意味を含むことがある。現代での使用頻度は少ないが、北海道に生息するヒグマの俗称（山おやじ）や、江戸時代に廻船乗組員として船内作業に従事した奉公人を呼んだ。

## 言葉としての親父
親父（親爺、親仁とも表記される）は「親父（おやちち）」が転じたもので、本来は父親を指す言葉である。肉親の実父を指す呼称としては非常に粗野な表現とされ通常は男性が用いる言葉とされるが、ある種の親近感と敬意からこのように表現する事もある。特に敬称の「さん」をつけた場合は後者の意味となり、『実の父親のように敬愛している』事を指す表現とされる。伝統工芸などの技術職等でもよくみられ、住み込みで親方の家に宿泊している場合など、親方を「親父さん」「おやっさん」などと呼ぶこともある。20世紀頃の保守政治家は所属派閥の領袖を「オヤジ」と呼ぶことも多く、田中角栄をはじめ福田赳夫や金丸信が呼ばれていたことが知られる。子分から「オヤジ」と呼ばれるやくざなどの親分は明示的に擬制上の親と位置付けられている。
その一方で血縁関係や上司部下とは関係なく、中年から壮年の男性に対し敬称を省いて親父と呼べば蔑称となる場合がしばしばある（少なくとも、ほとんどの場合で敬意ある表現とはならない）。これを片仮名でオヤジと表記すれば、かなり悪い意味を含んでいることが多い。「オヤジ臭い」等はその典型で、これらは相手を老化して衰えた存在（またはそれに似たもの）として蔑むものである。